# Forteresse de Kozarac
La forteresse de Kozarac est située en Bosnie-Herzégovine, sur le territoire du village de Kozarac et sur celui de la Ville de Prijedor. Elle est inscrite sur la liste provisoire des monuments nationaux de Bosnie-Herzégovine.